# Itzhak Ben David
Itzhak Ben David (hebräisch יצחק בן דוד; * 29. Mai 1931 in Marokko; † 1. Juni 2007) war ein israelischer Radrennfahrer und nationaler Meister im Radsport.

## Sportliche Laufbahn
Ben David war im Straßenradsport aktiv und Teilnehmer der Olympischen Sommerspiele 1960 in Rom. Das olympische Straßenrennen beendete er nicht. Er war mit Henry Ohayon der erste Sportler aus Israel, der bei den Olympischen Spielen im Radsport startete.
1960 gewann er die nationale Meisterschaft im Straßenrennen. Anfang der 1950er Jahre hatte er in seiner damaligen Heimat an der Marokko-Rundfahrt teilgenommen. Ende der 1950er Jahre emigrierte er nach Israel.